# Sven Ewert
Sven Hilding Ewert, född 31 juli 1895 i Uppsala, död 11 augusti 1959 i Stockholm, var en svensk frimärksgravör.
Sven Ewert utbildade sig i Wien 1906–1916 för tecknaren och gravören Ferdinand Schirnböck. Han debuterade på allvar som frimärksgravör för det svenska postverket 1928 och graverade därefter nästan alla svenska frimärken fram till sin död 1959. Förutom till det svenska postverket graverade Sven Ewert även ett antal frimärken till det danska postverket.
Frimärksgravören Arne Wallhorn gick i lära hos Sven Ewert.